# Loštice
Loštice là một thị trấn thuộc huyện Šumperk, vùng Olomoucký, Cộng hòa Séc.